# Aldo Tura
Aldo Tura (* 1909; † 1963) war ein italienischer Möbeldesigner.

## Leben
Über das Leben Turas ist in der Literatur nicht viel bekannt. Der experimentelle Möbeldesigner beschäftigte sich seit den 1930er Jahren mit der Handfertigung von Tischen, Schränken und Lampen. 1939 gründete er in der Lombardei in der Nähe von Mailand seine eigene Werkstatt für Möbel.
Sein Stilmix aus Art déco und Jugendstil mit minimalistischem Design ging über die Grenzen der traditionellen Handwerkskunst hinaus. Im Anschluss an die Bewegung des Art déco, die sich auf gerade Linien und Winkel konzentrierte, enthielten die Entwürfe von Tura nun fließende Linien und freie Formen. Die limitierte Auflage der Arbeiten Turas ist von hoher handwerklicher Qualität, manche Stücke existierten nur als Prototyp. In seinen Entwürfen verwendete er eine große Auswahl von ungewöhnlichen Materialien wie Eierschalen, Pergament, Ziegenleder und Holzfurniere. Seine vielfach in den Farben Rot, Grün und Gelb gehaltenen Objekte (seltener in Dunkelblau oder Violett) waren gelegentlich auch mit Rädern oder Rollfüßen sowie mit Bronze- oder Messingbeschlägen versehen. Barschränke in verschiedenen Größen und mit unterschiedlicher Funktionalität, von filigranen Rollwagen bis hin zu großen Etagenschränken, bildeten den Schwerpunkt der Arbeiten aus Turas Werkstatt. Sie waren mit Zubehör wie Eiskübel, Karaffen, Humidore, Aschenbecher und Cocktailshaker ausgestattet, die meist mit lackiertem Ziegenleder überzogen waren.
Als in den Nachkriegsjahren viele Möbelhersteller auf die Massenproduktion setzten, blieb Tura dem traditionellen Handwerk verpflichtet. Seine bevorzugt komplizierten und komplexen Formen brachten arbeitsintensive Prozesse mit sich, die eine industrielle Fertigung von hohen Stückzahlen nicht zuließen. In den 1950er Jahren produzierte Tura auch handbemalte Sitzmöbel mit Motiven architektonischer oder venezianischer Landschaften.
Das Brooklyn Museum in New York City zeigt einige Arbeiten Turas, die ursprünglich Teil der Wanderausstellung Italy at Work: Her Renaissance in Design Today 1950–53 waren.
Die Firma Tura im italienischen Lazzate produziert weiterhin Möbel, die sich am Stil des 1963 verstorbenen Designers orientieren.